# Larry Rivers
Larry Rivers, właśc. Yitzroch Loiza Grossberg (ur. 17 sierpnia 1923 w Nowym Jorku, zm. 14 sierpnia 2002 tamże) – amerykański malarz, rzeźbiarz i saksofonista jazzowy, pochodzenia żydowskiego.

## Życiorys
Urodził się na Bronksie w rodzinie Samuela  Grossberga i Sonji z d. Hochberg, żydowskich emigrantów z terenów Polski. W wieku 17 lat zaczął grać bebop w nowojorskich klubach, pięć lat później rozpoczął studia w prestiżowej szkole Juilliard, gdzie zaprzyjaźnił się m.in. z Milesem Davisem. Poznał również Charliego Parkera. Po ukończeniu Juilliard w 1946 porzucił muzykę na rzecz malarstwa, którego uczył się m.in. w szkole Hansa Hofmanna i na Uniwersytecie Nowojorskim. Pierwszą wystawę indywidualną pokazał w Jane Street Gallery w 1949 Szybko stał się czołową postacią nowojorskiej bohemy artystycznej, przyjaźnił się m.in. z poetami ze szkoły nowojorskiej (Frank O’Hara). W 1965 doczekał się wielkiej wystawy retrospektywnej w Muzeum Żydowskim.
Jego malarstwo nie poddawało się łatwo klasyfikacjom, zaliczano je czasem do nurtu figuratywnego (obok Willema de Kooninga). Z biegiem lat uznano go za jednego z najważniejszych prekursorów pop artu. Oprócz obrazów tworzył także rzeźby, instalacje i kolaże.
W 1945 poślubił Augustę Berger, z którą miał dwóch synów. Po rozwodzie z Augustą poślubił w 1961 Clarice Price, ale to małżeństwo również nie było udane i w 1967 doszło do separacji. W latach osiemdziesiątych wrócił do muzykowania, do końca życia grał na saksofonie, m.in. z Climax Band. Zmarł w 2002 na raka wątroby.